# Лютнист Жак Готьє
«Лютнист Жак Готьє» (фр. Jacques Gaultier) — портрет роботи фламандського художника Антоніса ван Дейка.

## Опис твору і інтерпретації

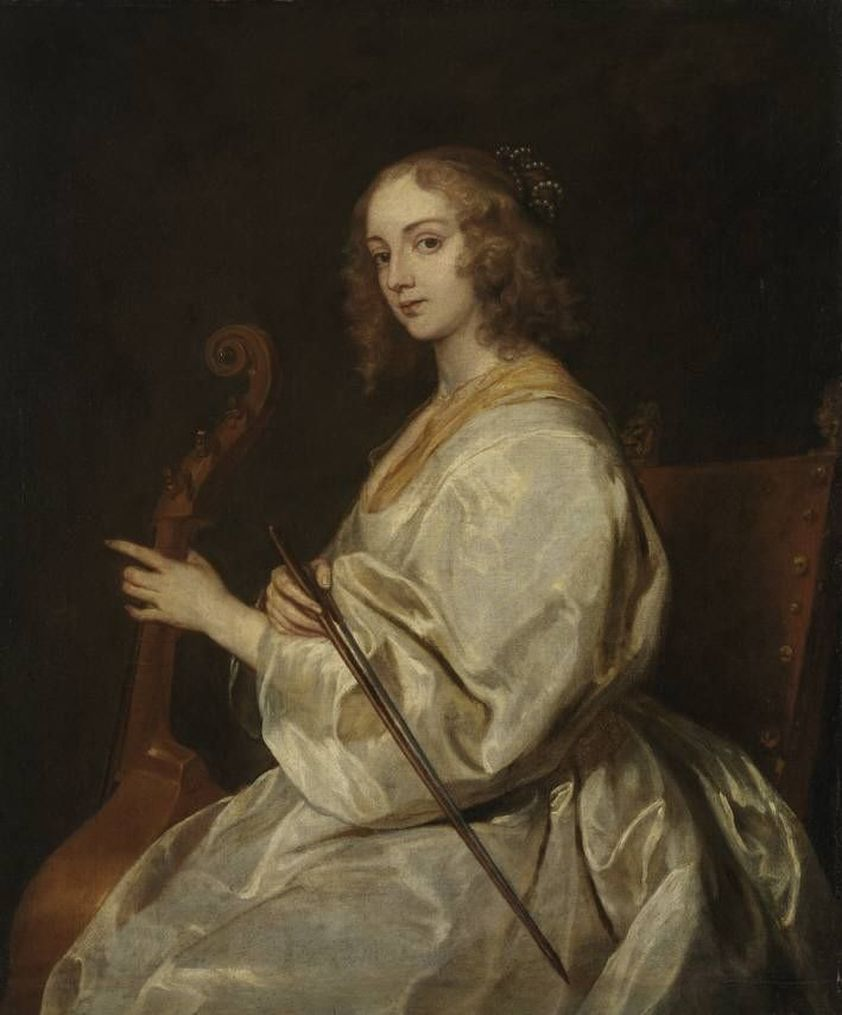
Портрет невідомої з віолою да гамба

Художник подав на портреті чоловічу постать майже у профіль з великою лютнею. Нестарий пан, одягнений по моді, наче люб'язно схилився. Розташування його тіла наче повторює старовинний інструмент ( chitarrone), створюючи гармонійну композицію. Особа шляхетна, вказівкою на що є тонкої роботи сукня і коштовна зброя, котру не носили селяни. 
За традицією портрет вважають зображенням лютниста Жака Готьє, хоча ніяких вказівок на це не збережено. 
Це не перше зображення шляхетної особи із музичним інструментом в творчому доробку Антоніса ван Дейка. Серед них і « Портрет невідомої з віолою да гамба », котрий зберігає Стара пінакотека в місті Мюнхен.
Але створення портретів аристократів в 17 столітті вимагло від портретиста як ідеалізції моделі, точного відтворення кошовного одягу і ознак величі, так і приховування недоліків і надання переваг, яких особа не мала. Грішив цим і Антоніс ван Дейк, що часто створював лише ідеалізоване обличчя моделі, а пози вигадуавав або брав з давно виробленого стеріотипу. Стандарт існував і на зображення елегантних рук, котрі малювли з заготовленого муляжу і котрі переходили з одного портрета на інший. Антоніс ван Дейк не цурався лестити багатим і впливовим аристократам.
Стосувалось це і зобажень музичних інструментів. В портретах шляхетних осіб музичний інструмент зовсім не був вказівкою на музичні здібності чи музичну обдарованість портретованих. Він лише підкреслював їх шляхетність. Музичний інструмент в портреті пензля ван Дейка міг бути лише ще одним компліментом особі, котра могла не знати нотної грамоти і не вміла грати на жодному інструменті.